# Mary Alice McWhinnie
Mary Alice McWhinnie (Illinois, 10 d'agost de 1922 – Downers Grove, 17 de març de 1980) fou una biòloga americana, professora a la Universitat DePaul, a Chicago, Illinois, i una autoritat en krill. Va ser la primera dona —juntament amb Mary Odile Cahoon— a treballar a bord d'un vaixell de recerca en alta mar en aigües de l'Antàrtic i es va convertir en la primera dona nord-americana a treballar com a científica en cap d'una estació d'investigació antàrtica.

## Educació i primera carrera
Mary Alice McWhinnie va obtenir la seva llicenciatura i el màster en biologia a la Universitat DePaul el 1944 i el 1946. Va començar a ensenyar en aquesta universitat l'any 1946, al Departament de Ciències Biològiques, com a assistent de postgrau, i en va ser la presidenta de 1966 a 1968. Va obtenir el doctorat a la Universitat Northwestern el 1952.

## Carrera científica
El 1962, ella i la seva ajudant d'investigació, Phyllis Marciniack, van ser seleccionades per la National Science Foundation (NSF) per navegar durant dos mesos a l'USNS Eltanin a l'Antàrtida (entre el 24 de novembre de 1962 i el 23 de gener de 1963). El seu pla era estudiar «la relació de la temperatura de l'aigua amb la fisiologia dels crustacis en muda», és a dir, com era la fisiologia del krill i com havia aconseguit prosperar en un entorn tan extrem. En aquesta primera ocasió va estar a l'estret de Bransfield i les illes Shetland del Sud. En una segona travessia (del 4 de febrer al 19 de març) van treballar al mar de Weddell i a les illes Òrcades del Sud. McWhinnie va completar quatre creuers a l'Eltanin els anys 1965, 1967, 1969 i 1970.

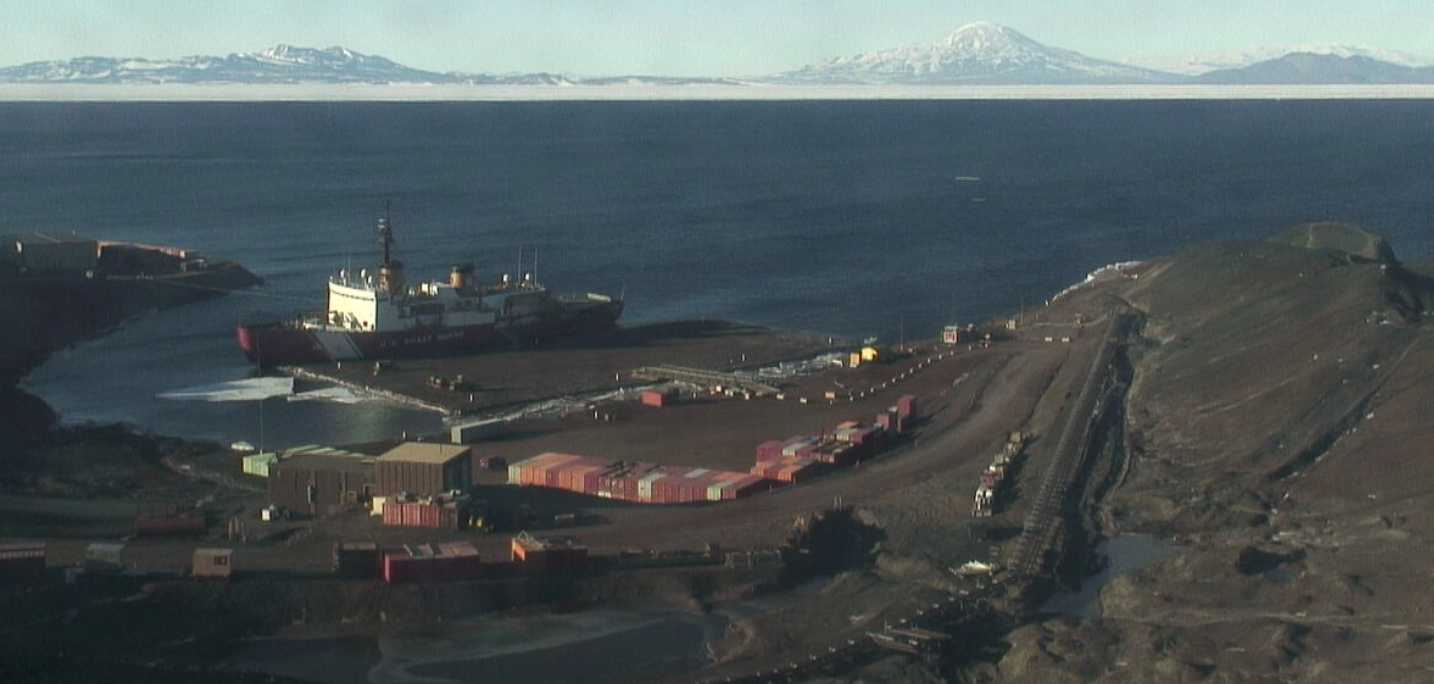
La base de McMurdo

El 1972, McWhinnie va ser nomenada la primera dona científica en cap de l'Eltanin. Fins al 1969, els programes antàrtics dels Estats Units eren tots masculins, però el 1974 McWhinnie i la seva ajudant d'investigació, Mary Odile Cahoon, van ser les primeres dones científiques a hivernar a l'estació McMurdo, l'estació més gran i accessible de l'Antàrtida, amb 128 homes. Durant la temporada d'estiu 1975-76, va ser la primera dona científica a treballar a l'estació de Palmer.

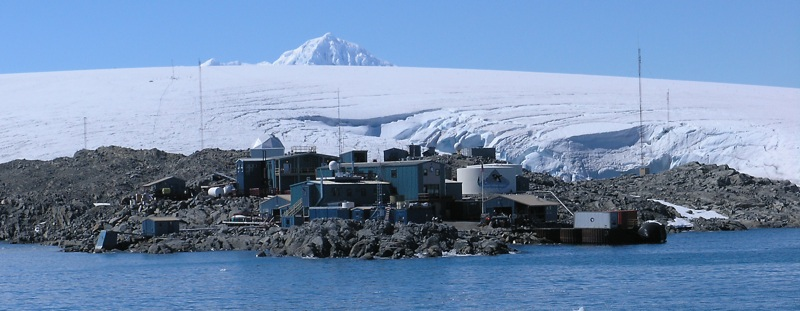
Estació de Palmer

La seva carrera inclou onze viatges a l'Antàrtida, més de cinquanta articles científics publicats i moltes presentacions de resultats de recerca. Durant els estius 1977–78 i 1978-79, McWhinnie va aconseguir mantenir viu el krill en un dipòsit d'aigua de mar amb flux. Durant l'observació, van descobrir que el krill es torna més petit i menys madur sexualment després de la posta, un fenomen anomenat «regressió». Va determinar que això era el resultat del fet que els animals havien de nedar constantment amb un subministrament limitat d'aliments a l'hivern. McWhinnie també va dur a terme una quantitat important d'investigacions en el camp dels canvis mediats amb crustecdysone en el cranc de riu. Un d'aquests canvis observats és el de la muda. McWhinnie va assenyalar que el procés de muda dels crancs de riu és necessari per al creixement de l'organisme i es tradueix en nivells més baixos de material orgànic present durant les etapes prèvies a la muda. També va tenir cura de discernir que en aquestes etapes els crancs de riu tenen regularment nivells més alts d'aminoàcids en els seus diferents teixits que durant l'etapa de muda.
McWhinnie també va centrar gran part de la seva investigació en els processos de respiració del copèpode antàrtic R. gigas. Durant un hivern austral, McWhinnie va mesurar l'obtenció d'oxigen i la producció de diòxid de carboni a partir dels copèpodes. Amb el descobriment que els nivells d'oxigen eren més baixos que els dels exemplars de latituds inferiors, va concloure que s'havia desenvolupat un nou tipus d'adaptació metabòlica per tal de crear dos períodes de reproducció.
Va passar els tres anys abans de la seva mort viatjant internacionalment, dictant conferències sobre diversos aspectes del krill i acumulant una àmplia bibliografia. Va morir d'un tumor cerebral el 1980.

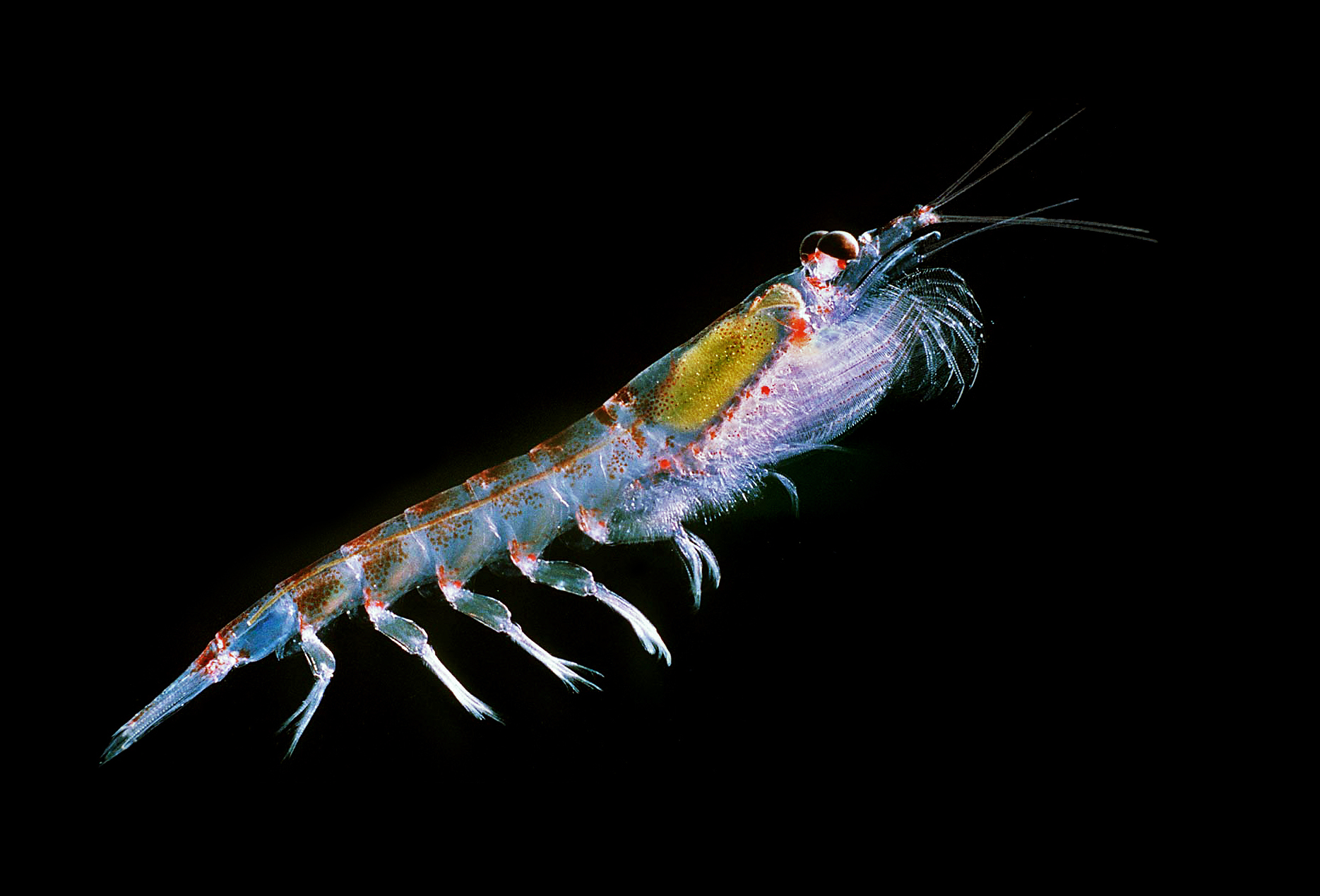
Krill antàrtic (Euphausia superba)

## Llegat
Un cim de la muntanya antàrtica ha rebut el seu nom, McWhinnie Peak. I també el centre de ciències marines Mary Alice McWhinnie de l'estació de Palmer. Va ser guardonada pòstumament, el juny de 1980, amb el màxim honor de professorat de la Universitat DePaul, el Premi Via Sapientiae, per la seva dedicació a l'ensenyament i pels seus èxits científics.